# 陆敬轩
陆敬轩（1914年—2015年4月27日），江苏新沂人，中国人民解放军大校，曾任新疆军区副司令员、乌鲁木齐军区顾问。

## 生平
早年参加抗日战争，1940年，加入中国共产党。参加了朝鲜战争。1955年，授予上校军衔。1961年，任大校军衔，曾荣获三级独立自由勋章、二级解放勋章。1969年1月至1975年8月担任新疆军区副司令员兼后勤部部长等职。